# George Town (Maleisië)
George Town is de hoofdstad van de Maleisische deelstaat Penang. Ze is genoemd naar de Britse koning George III, en ligt in het noordoosten van het eiland Penang. Inclusief de voorsteden heeft de stad ongeveer 400.000 inwoners (220.000 zonder de voorsteden). Het grootste deel daarvan is van Chinese afkomst. De stad heeft in 2008 de UNESCO-bescherming gekregen voor het historische gedeelte van 173,46 hectare.
De luchthaven is Penang International Airport.

## Geboren
- Joop Boutmy (1894-1972), voetballer